# Sporting Clube de Portugal 2004-2005
Questa voce raccoglie le informazioni riguardanti lo Sporting Clube de Portugal nelle competizioni ufficiali della stagione 2004-2005.

## Stagione
Nella stagione 2004-2005 lo Sporting concluse il campionato al terzo posto, a soli quattro punti dai cugini del Benfica. In Taça de Portugal i Leões furono estromessi al sesto turno ai tiri di rigore contro il Benfica, dopo che i supplementari si conclusero sul 3-3. In Europa il cammino dello Sporting si concluse in finale di Coppa UEFA, sconfitti dai russi del CSKA Mosca allo stadio José Alvalade.

## Maglie e sponsor
|  | Casa | Trasferta |

## Rosa
| N. |                       | Ruolo | Calciatore               |
| -- | --------------------- | ----- | ------------------------ |
| 1  | Portogallo (bandiera) | P     | Nélson Pereira           |
| 4  | Brasile (bandiera)    | D     | Ânderson Polga           |
| 5  | Portogallo (bandiera) | C     | Carlos Martins           |
| 6  | Portogallo (bandiera) | D     | Hugo                     |
| 8  | Portogallo (bandiera) | C     | Pedro Barbosa (capitano) |
| 9  | Romania (bandiera)    | A     | Marius Niculae           |
| 10 | Portogallo (bandiera) | A     | Ricardo Sá Pinto         |
| 11 | Cile (bandiera)       | C     | Rodrigo Tello            |
| 12 | Portogallo (bandiera) | P     | Tiago Ferreira           |
| 13 | Portogallo (bandiera) | P     | Mário Felgueiras         |
| 14 | Nigeria (bandiera)    | D     | Joseph Enakarhire        |
| 15 | Portogallo (bandiera) | D     | Miguel Garcia            |
| 17 | Camerun (bandiera)    | A     | Roudolphe Douala         |
| 18 | Portogallo (bandiera) | D     | Mário Sérgio             |

| N. |                       | Ruolo | Calciatore       |
| -- | --------------------- | ----- | ---------------- |
| 21 | Mozambico (bandiera)  | D     | Paíto            |
| 22 | Portogallo (bandiera) | D     | Roberto Severo   |
| 23 | Portogallo (bandiera) | D     | Rui Jorge        |
| 25 | Portogallo (bandiera) | A     | Paulo Sérgio     |
| 26 | Brasile (bandiera)    | C     | Fábio Rochemback |
| 27 | Portogallo (bandiera) | C     | Custódio         |
| 28 | Portogallo (bandiera) | C     | João Moutinho    |
| 31 | Brasile (bandiera)    | A     | Liédson          |
| 37 | Brasile (bandiera)    | C     | Rogério          |
| 45 | Portogallo (bandiera) | C     | Hugo Viana       |
| 76 | Portogallo (bandiera) | P     | Ricardo Pereira  |
| 77 | Brasile (bandiera)    | D     | Tinga            |
| 99 | Brasile (bandiera)    | A     | Mota             |

## Risultati

### Coppa UEFA

#### Qualificazioni
| Arbitro: | Bertini |

|                       |           |  |
| Tinga 60’ Liédson 83’ | Marcatori |  |

| Vienna 30 settembre 2004 Primo turno – Ritorno | Rapid Vienna | 0 – 0 referto | Sporting Lisbona | Stadio Gerhard Hanappi (17 200 spett.)\| Arbitro: \| Duhamel \| |
| Arbitro:                                       | Duhamel      |               |                  |                                                                 |

#### Fase a gruppi
| Arbitro: | Nobs |

|                                                 |           |             |
| Custódio 5’ Douala 38’ Liédson 79’ H. Viana 81’ | Marcatori | 35’ Marcora |

| Arbitro: | Richards |

|  |           |                                   |
|  | Marcatori | 6’, 28’, 59’ Liédson 90’ H. Viana |

| Arbitro: | Fleischer |

|  |           |           |
|  | Marcatori | 2’ Lonfat |

| Arbitro: | Allaerts |

|            |           |              |
| Bellamy 5’ | Marcatori | 40’ Custódio |

#### Fase a eliminazione diretta
| Arbitro: | Messner |

|                          |           |          |
| Custódio 22’ Liédson 36’ | Marcatori | 11’ Goor |

| Arbitro: | Meyer |

|          |           |                            |
| Hofs 89’ | Marcatori | 62’ Liédson 83’ Rochemback |

| Arbitro: | Farina |

|                     |           |                                    |
| Job 79’ Riggott 86’ | Marcatori | 49’ Barbosa 53’ Liédson 65’ Douala |

| Arbitro: | Poulat |

|             |           |  |
| Barbosa 69’ | Marcatori |  |

| Arbitro: | Baskakov |

|             |           |  |
| Shearer 37’ | Marcatori |  |

| Arbitro: | Fröjdfeldt |

|                                                    |           |          |
| Niculae 40’ Sá Pinto 71’ Beto 76’ Rochemback 90+1’ | Marcatori | 20’ Dyer |

| Arbitro: | De Santis |

|                        |           |              |
| Douala 37’ Pinilla 80’ | Marcatori | 36’ Landzaat |

| Arbitro: | Bo Larsen |

|                                     |           |                                    |
| Perez 6’ Huysegems 79’ Jaliens 109’ | Marcatori | 45+3’ Liédson 120+2’ Miguel Garcia |

| Arbitro: | Poll |

|             |           |                                              |
| Rogério 29’ | Marcatori | 56’ A. Berezuckij 65’ Žirkov 75’ Vágner Love |

## Statistiche

### Statistiche di squadra
| Competizione     | Punti | Totale | Totale | Totale | Totale | Totale | Totale | DR  |
| Competizione     | Punti | G      | V      | N      | P      | Gf     | Gs     | DR  |
| ---------------- | ----- | ------ | ------ | ------ | ------ | ------ | ------ | --- |
| Primeira Liga    | 61    | 34     | 18     | 7      | 9      | 66     | 36     | +30 |
| Taça de Portugal | -     | 3      | 2      | 1      | 0      | 10     | 5      | +5  |
| Coppa UEFA       | 7     | 15     | 9      | 2      | 4      | 28     | 16     | +12 |
| Totale           | -     | 52     | 29     | 10     | 13     | 104    | 57     | +47 |